# 彼得·坎贝尔
彼得·坎贝尔（英語：Peter Campbell，1960年5月21日—2023年1月11日），生于盐湖城，美国男子水球运动员。他曾代表美国国家队参加1984年和1988年夏季奥林匹克运动会水球比赛，获得二枚银牌。